# Greg Leigh
Gregory Alex Leigh (ur. 30 września 1994 w Sale) – jamajsko-angielski piłkarz, grający na pozycji obrońcy w klubie Oxford United oraz reprezentacji Jamajki. Uczestnik Copa América 2024. Były młodzieżowy reprezentant Anglii.

## Kariera
Leigh był zawodnikiem Manchesteru City, jednak nie zagrał ani jednego ligowego meczu w pierwszym zespole. W 2015 trafił do Bradford City. Po roku przeniósł się do Bury FC. W 2018 opuścił Wielką Brytanię i został zawodnikiem holenderskiej NAC Bredy. Później grał w kilku klubach brytyjskich. W 2022 przeniósł się do Ipswich Town i awansował z drużyną do EFL Championship. Od 2023 jest zawodnikiem Oxford United.
Występował w młodzieżowej reprezentacji Anglii U-21. W dorosłej kadrze Jamajki zadebiutował 14 listopada 2020 przeciwko Arabii Saudyjskiej. Pierwszą bramkę w drużynie narodowej zdobył 24 marca 2024 w meczu Ligi Narodów CONCACAF 2023/24 ze Stanami Zjednoczonymi.